# (3446) Combes
(3446) Combes (1942 EB) – planetoida z grupy pasa głównego asteroid okrążająca Słońce w ciągu 3,67 lat w średniej odległości 2,38 j.a. Odkrył ją Karl Wilhelm Reinmuth 12 marca 1942 roku.